# Ткачова Світлана Валеріївна
Світлана Валеріївна Ткачова (рос. Светлана Валерьевна Ткачёва; народилась 3 листопада 1984 у м. Москві, Росія) — російська хокеїстка, захисник. Виступає за «СКІФ» (Нижній Новгород). Майстер спорту з хокею із шайбою.
Хокеєм із шайбою почала займатися у 10 років. Тренувалась та грала у СДЮШОР «Спартак» у тренера Олександра Лейкіна і грала за команду «Северная звезда» (Москва). У ХК «СКІФ» (Нижній Новгород) виступає з 2001 року.
Володар Кубка Європейських чемпіонів (2009), п'ятиразова чемпіонка Росії, двічі срібний призер чемпіонату Росії. Срібний (2005) і бронзовий (2006) призер Кубка Європейських чемпіонів. Учасниця зимових Олімпійських ігор 2010 у Ванкувері.
Закінчила Московську державну академію фізичної культури (МДАФК). Студентка Міжнародного інституту економіки і права.